# GMM Grammy
GMM Grammy (tajsko จีเอ็มเอ็ม แกรมมี่) je največje medijsko konglomeratno zabavno podjetje na Tajskem. Zahteva 70-odstotni delež tajske zabavne industrije. Grammy umetniki vključujejo Thongchai McIntyre, Silly Fools in Loso. Poleg glasbenega podjetja se podjetje ukvarja s koncertno produkcijo, upravljanjem umetnikov, filmsko in televizijsko produkcijo ter založništvom.